# Irschenberg
Irschenberg is een gemeente in de Duitse deelstaat Beieren, en maakt deel uit van het Landkreis Miesbach.
Irschenberg telt 3.205 inwoners.

## Afbeeldingen

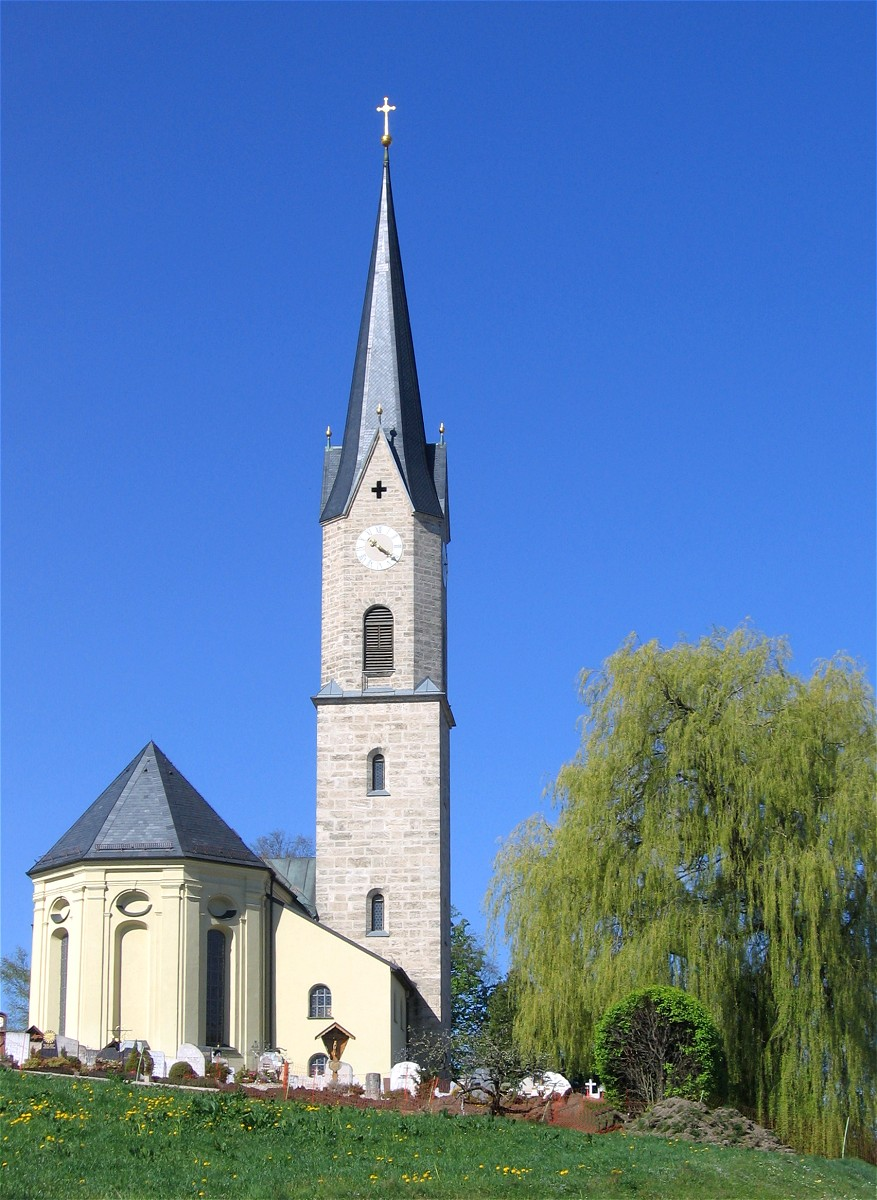
Een kerk in Irschenberg

Bad Wiessee ·
Bayrischzell ·
Fischbachau ·
Gmund am Tegernsee ·
Hausham ·
Holzkirchen ·
Irschenberg ·
Kreuth ·
Miesbach ·
Otterfing ·
Rottach-Egern ·
Schliersee ·
Tegernsee ·
Valley ·
Waakirchen ·
Warngau ·
Weyarn